# Université centrale (Tunis)
Pour les articles homonymes, voir Université centrale.
L'université centrale (arabe : الجامعة المركزية الخاصة), anciennement appelée Université centrale privée d'administration des affaires et de technologie (UCAAT), est un établissement d'enseignement supérieur privé reconnu par l'État tunisien. Situé au cœur de la ville de Tunis, les cursus qu'il propose couvrent tous les cycles universitaires et sont conformes au standard LMD. L'établissement fait partie du réseau Honoris United Universities depuis 2017.

## Historique
Fondée en 2001 par Slah Ben Turkia, elle est restructurée en quatre grandes écoles en 2010 :
- École centrale des sciences médicales et de la santé
- École centrale polytechnique privée de Tunis
- École centrale de droit et de gestion
- École centrale des lettres, des arts et des sciences de la communication

L'École centrale d'informatique et de télécommunications complète le dispositif en 2017 et l'École centrale de droit et des sciences politiques en 2018.

## Services et activités
- Enseignement et formation des premier, deuxième et troisième cycles universitaires
- Formation
- Recherche scientifique
- Centre de carrière[3]

## Diplômes visés
- Diplôme d'ingénieur
- Diplôme d'architecte
- Diplôme de technicien supérieur
- Maîtrise
- Licence appliquée
- Licence fondamentale
- Préparatoire
- Master

## Partenariats
En 2021, l'université lance la première école de formation immobilière de Tunisie avec Century 21.
L'école s'implique dans le développement de l'écosystème entrepreneurial tunisien et dispose de partenariats avec des incubateurs à l'international.
L'UC dispose de partenariats avec des universités en Europe et aux États-Unis, l'université d'Oakland notamment.
Les étudiants en santé de l'université peuvent s'exercer au centre de simulation médicale de Tunis.